# 吉留樹里
吉留 樹里（よしどめ じゅり、1983年7月4日 - ）は、日本の女性ローカルタレント、ラジオパーソナリティー。鹿児島県薩摩川内市出身。

## 人物
- 福岡スクールオブミュージック専門学校卒業。
- 血液型はA型。
- RKBラジオのスナッピーキャスタードライバーを勤めていた(33期生）。
- 現在はRKBラジオとCROSS FMのリポーターを中心に活躍している。
- 山田孝之と同級生

## エピソード
- 趣味は趣味：料理・お酒を飲む・映画観賞・安来節・知人を後ろ姿で判断すること[1]。
- RKBラジオのアシスタントディレクター、バスガイドとしての勤務経験がある[2]。
- 好きなミュージシャンはaiko、Mr.Children[3]。

## 出演
すべてRKBラジオ
- エンタメバラエティ THE☆ヒット情報
- イケイケ! ラジオシティ!

ほか